# Burchard von Stumpenhausen
Burchard von Stumpenhausen († 1231), oft auch in der Schreibweise Burghard und Stumpenhusen, war ein Dompropst in Bremen, der 1208 vom Hamburger Domkapitel zum Erzbischof des Erzbistums Hamburg-Bremen gewählt wurde, jedoch vom Papst nie anerkannt wurde.
Burchard stammte aus dem niedersächsischen Adelsgeschlecht Stumpenhusen, das die Burg Stumpenhusen bei Wietzen besaß, seit wenigen Jahrzehnten gräflichen Rang beansprucht hatte und wohl mit seinem Tod ausstarb. Seit 1205 war er Propst des Bremer Domkapitels. Seine Wahl fiel in eine Zeit des Machtkampfes zwischen Welfen und Staufern, in den auch die Domkapitel von Bremen und Hamburg hineingezogen wurden und mit mehrfach wechselnder Parteinahme reagierten. Nach dem Tode des Erzbischofs Hartwich II. am 3. November 1207 war noch im gleichen Jahre Waldemar, Sohn des dänischen Königs Knut V. und Bischof von Schleswig, vom mehrheitlich staufisch gesinnten Bremischen Domkapitel zum Erzbischof gewählt worden, allerdings ohne dass die Hamburger Domherren gefragt worden waren. Das Hamburger Domherrenkollegium, unterstützt von einigen Bremer Mitbrüdern, proklamierte daraufhin Burchard von Stumpenhausen, einen Parteigänger der Welfen, im April 1208 für das Amt. Zwar wurde Burchard vom dänischen König investiert, doch der Papst bestätigte die Wahl nicht. Auch Waldemar, der sein Erzbistum kaum in Besitz hatte nehmen können, wurde von Rom hingehalten, sogar exkommuniziert und 1209 aus Bremen vertrieben. Der Papst forderte eine Neuwahl und so verzichtete auch Burchard auf den Bischofsstuhl. Nur sein Amt als Dompropst behielt er bis zu seinem Tod. Im Jahre 1210 wurde, jetzt unangefochten ausschließlich vom Bremer Domkapitel, Gerhard, Bischof von Osnabrück und Anhänger der Staufer, zum rechtmäßigen Nachfolger gewählt.